# 森崎晟
森崎 晟（もりさき あきら、1900年2月26日 - 1980年10月10日）は、日本の経営者。中山製鋼所社長、会長を務めた。兵庫県出身。

## 経歴・人物
1932年に大阪工業大学冶金学科を卒業し、同年6月に中山製鋼所に入社した。
1943年12月に取締役、1945年12月に常務、1949年4月に専務、1972年5月に副社長を経て、1973年6月には社長に就任。1976年6月には会長に就任。
1977年4月に勲三等旭日中綬章を受章。
1980年10月10日、糖尿病腎症のために死去。80歳没。